# Залісся (Ряшів)
Залісся — колишнє село на Закерзонні, а тепер — південно-східна частина міста Ряшева, розташованого в Польщі, Підкарпатське воєводство.

## Історія
Село відоме з 1400 р. у власності Пілецьких.
Відповідно до «Географічного словника Королівства Польського» в 1895 р. Залісє знаходилось у Ланцутському повіті Королівства Галичини і Володимирії, було 116 будинків і 700 мешканці, з них 450 римо-католиків, 221 греко-католик і 29 юдеїв. Хоча шематизм того року засвідчив наявність 296 греко-католиків у селі та ще неуточнена кількість у присілку Чекай. На той час унаслідок півтисячоліття латинізації та полонізації українці лівобережного Надсяння опинилися в меншості.
На 01.01.1939 році в селі проживало 920 мешканців, з них 310 українців-грекокатоликів, 600 поляків і 10 євреїв. Село входило до ґміни Слоцина Ряшівського повіту Львівського воєводства.
1945 року з села до СРСР вивезли 27 українців (8 родин). Переселенці прибули до Львівської та Тернопільської областей. Решта українців не могла протистояти антиукраїнському терору й етноциду після Другої світової війни.
У 1977 р. село приєднане до міста і відтоді з’явилися висотні будівлі посеред садибної забудови.

## Церква
Граф Ян Клеменс Браницький своєю грамотою 2 липня 1737 р. надав греко-католицькому священику Білої Андрієві Русинкевичу ріллю для утримання пароха в парохії.
В 1831 р. в селі була греко-католицька парохіяльна церква Собору Пресвятої Богородиці Каньчузького деканату Перемишльської єпархії, у селі було 183 парохіян і ще 5 у присілку Чекай. Парохія охоплювала також 10 міст (Ряшів, Тичин, Ланьцут, Сендзішув, Глогув, Тарнів, Бохня, Кольбушова, Тарнобжег, Ропчиці) і 24 села (Біла, Матисівка, Драбинянка, Кельнарова, Руське Село, Слотина, Малява, Красне, Крачкова, Забратівка, Лукавець, Лонка, Бзянка, Богухвала, Березівка, Мровля, Братковичі, Чекай, Старе Місто, Рафалівська Воля, Пшибишувка,  Будивой, Хмільник, Старонива). У 1889 р. змурована нова церква Собору Пресвятої Богородиці. Багатолітнім парохом церкви був отець Іван Негребецький, який на місці старої дерев'яної побудував нову муровану церкву.
У міжвоєнний час парохія входила до Лежайського деканату Перемишльської єпархії.
Після виселення українців церква перетворена на костел.